# Charles Cheynet
Pour les articles homonymes, voir Cheynet.
Charles Cheynet (Montélimar, 12 janvier 1668 – Lyon, 15 décembre 1762) est un médecin, magistrat, érudit, mathématicien et musicologue français, l'un des fondateurs, en 1700, de l'Académie des sciences, belles-lettres et arts de Lyon.

## Famille
Né à Montélimar le 12 janvier 1668 et baptisé le même jour en la collégiale Sainte-Croix, Charles Cheynet est le fils d'un autre Charles Cheynet (1619-1685), receveur des tailles en l'élection de Montélimar et de Florence Lafoy. Sa famille est établie depuis la première moitié du XVIe siècle dans la région de Montélimar.

## Carrière civile et littéraire
Charles Cheynet devient médecin et précepteur de M. de Micha de Bursin, futur conseiller au parlement de Grenoble. Installé de bonne heure à Lyon, il y est tout d'abord inspecteur à la Grande Douane puis successivement conseiller (1704) et président en la Cour des Monnaies. Dès 1700, il est à l'origine – aux côtés, notamment, de ses amis Camille Falconet et Laurent Dugas, ainsi que de Claude Brossette – de l'Académie des sciences, belles-lettres et arts de Lyon,, dont il sera doyen en 1757, puis, en 1759, le doyen des académiciens vétérans et à qui il lèguera ses manuscrits. Certains se trouvent encore, de nos jours, dans les archives de l'Académie de Lyon.

## Prises de positions lors de la querelle des Anciens et des Modernes
Il adoptera, durant les controverses issues de la querelle des Anciens et des Modernes – lesquelles agitent encore les milieux académiques au début du XVIIIe siècle –, une position nuancée, soutenant par exemple la supériorité des anciens dans l'art de la sculpture mais la leur déniant en musique. Sur ce dernier objet, membre de l'Académie du Concert de Lyon et correspondant de Jean-Philippe Rameau, il consacre nombre de ses travaux à l'harmonie. Ainsi est-ce lui qui, le premier – lors de son discours du 25 janvier 1752, prononcé devant les académiciens lyonnais –, établit la théorie de l'authentique génération de la tierce mineure, prouvant mathématiquement – contre ce que venait d'avancer Rameau dans sa Démonstration du principe de l'harmonie, publiée en 1750 – « que la tierce mineure naît comme tous les autres accords de la basse fondamentale et qu'elle ne lui est pas étrangère, ni contre l'ordre naturel ».
Membre de l'Académie de Villefranche en janvier 1728 – à l'instigation de son ami François Bottu de Saint-Fonds –, membre de la "Société du Concert" et de la "Société Royale" ou "Académie des Beaux-Arts de Lyon" en 1736, académie dont il est, en 1752, déclaré vétéran, il voue la totalité de son existence à des travaux scientifiques ou d'érudition.

## Décès
Il meurt à Lyon, en la paroisse Saint-Paul, le 15 décembre 1762, âgé de près de quatre-vingt-quinze ans. Il est inhumé le lendemain dans un caveau de l'ancienne église Saint-Laurent – aujourd'hui détruite.
« On a informé l'Académie du décès de Monsieur Cheinet, Doyen des académiciens vétérans, mort dans cette ville le ... décembre dernier, âgé de quatre vingt seize ans et onze mois, étant né à Montélimar le ... janvier 1666. Il avoit été du nombre de ceux qui avoient jetté les premiers fondements de l'Académie de Lyon. Il a fourni en philosophe chrétien la carrière d'une longue vie. Les jours en ont été sereins, et il a joui sans interruption d'une santé vigoureuse et de l'estime d'un grand nombre d'amis que la droiture de son cœur et la solidité de son esprit lui avoient justement acquise » – rapporte le procès-verbal de la séance de l'Académie de Lyon du mardi 11 janvier 1763.
Lors de la séance du mardi 19 avril 1763, l'éloge de Charles Cheynet est prononcé par Jacques-Annibal Claret de La Tourrette de Fleurieu (1692-1776) – comme lui président de la Cour des Monnaies de Lyon –, lieutenant criminel, prévôt des marchands et commandant pour le roi en la ville de Lyon de 1740 à 1745, secrétaire perpétuel de l'Académie depuis 1736.
Le président de Fleurieu est le père du futur ministre de la Marine de Louis XVI, ainsi, notamment, que de Marc Antoine Louis Claret de La Tourrette de Fleurieu, savant auteur des Démonstrations Élémentaires de Botanique.

## Œuvres manuscrites
Au cours des soixante-deux années durant lesquelles il appartient à l'Académie des Sciences et Belles-Lettres de Lyon, il sera l'auteur de nombreux travaux. La liste de ceux encore conservés au XIXe siècle a été dressée par Antoine-François Delandine, bibliothécaire de la ville de Lyon :
1. Discours sur la superstition par rapport à la magie, 1712 et 1715.
2. Sur l'ami des bêtes, 1714.
3. Sur les poëtes latins et sur la tragédie latine contre l'avis de Despréaux, 1716.
4. Sur la philosophie et la religion, 1718.
5. Sur la résurrection des morts, 1719.
6. Sur la médiation des saints, 1720.
7. Sur l'ancienne discipline de l'Église, 1721.
8. Sur Cicéron considéré comme poëte, 1727.
9. Sur l'union de l'âme et du corps, 1728.
10. Essai philosophique sur la nature de l'homme et sur ses diverses opérations, 1730.
11. Dissertation où il est montré qu'il n'y a eu qu'un Horace, contre l'opinion du P. Hardouin, 1731.
12. Justification de l'auteur de l'Eneïde contre les censeurs, 1731.
13. Dissertation sur Abeillart et Héloïse avec une traduction d'une lettre de Pierre le Vénérable, 1733.
14. Observations sur les écrits de Sextus Empiricus, 1734.
15. Sur l'usage des harangues par les historiens, 1735.
16. Histoire de la géométrie de Descartes, 1736.
17. Dissertation sur les principes et sur l'utilité de l'algèbre, 1737.
18. Traduction en prose d'une épitre en vers latins de la célèbre Hippolyte à son mari le comte de Castiglione, 1738.
19. Remarques sur les variations de la langue françoise, 1739.
20. Sur la divisibilité de la matière à l'infini, 1740.
21. Sur les erreurs de l'esprit humain, 1741.
22. Sur le courage de Cicéron, 1742.
23. Sur l'harmonie en général, 1743.
24. Sur les avantages des traductions, 1744.
25. Sur le repos des corps, 1745.
26. Sur les trois Marie dont l’Évangile fait mention, 1746.
27. Sur l'utilité de la métaphysique, 1747.
28. Observations sur Suétone, 1748.
29. Sur la préférence de la surdité à l'aveuglement, 1750.
30. Sur la vie du marquis de Courbon, 1751.
31. Sur la musique considérée comme science, 1752.
32. Sur l'empire que la mode exerce dans le monde, 1752.
33. Sur le mot goût et sur ses significations métaphysiques, 1756.

Une autre liste, également établie par Delandine, transcrit les titres de ses interventions devant la Société Royale des Beaux-Arts de Lyon, à laquelle Charles Cheynet appartient à compter de 1736 :
1. Dissertation sur les Progrès de la géométrie depuis Descartes, 1736.
2. Application de l'algèbre aux lignes, 1728, 1730.
3. Solution des Problèmes de géométrie sur l'algèbre, 1741.
4. Problème singulier de géométrie, 1742.
5. Questions diverses sur l'harmonie, 1743.
6. Remarques sur les propriétés de l'Arithmétique, 1744.
7. Sur la musique ancienne et moderne, 1748.
8. Explication de l'helicon de Ptolémée contenant la division  des tons et semi-tons de la musique, 1751.
9. Mémoire sur le système d'introduire un 3e mode dans la musique, 1754.

Le discours précité, intitulé : Sur Cicéron considéré comme poëte, prononcé en 1727 devant l'Académie des Sciences et Belles-Lettres, se trouve notamment commenté par le président Dugas et M. de Saint-Fonds dans leurs échanges épistolaires.
Les œuvres de Charles Cheynet sont aujourd'hui conservées au département des manuscrits de la Bibliothèque Nationale, au sein d'un document du XVIIIe siècle, comportant 484 pp., intitulé : Discours et dissertations académiques lus à l'Académie de Lyon par Charles Cheynet. (Mss. n° 11065). En tête de l'ouvrage figure une notice biographique de Charles Cheynet.